# 대한민국 민사소송법 제89조
대한민국 민사소송법 제89조는 소송대리권의 증명에 대한 민사소송법 조문이다.

## 조문
제89조(소송대리권의 증명) ① 소송대리인의 권한은 서면으로 증명하여야 한다.
②제1항의 서면이 사문서인 경우에는 법원은 공증인, 그 밖의 공증업무를 보는 사람(이하 "공증사무소"라 한다)의 인증을 받도록 소송대리인에게 명할 수 있다.
③당사자가 말로 소송대리인을 선임하고, 법원사무관등이 조서에 그 진술을 적어 놓은 경우에는 제1항 및 제2항의 규정을 적용하지 아니한다.